# Єйковиці (гміна)
Гміна Єйковіце (пол. Gmina Jejkowice) — сільська гміна у південній Польщі. Належить до Рибницького повіту Сілезького воєводства.
Станом на 31 грудня 2011 у гміні проживало 3959 осіб.

## Територія
Згідно з даними за 2007 рік площа гміни становила 7.59 км², у тому числі:
- орні землі: 60.00%
- ліси: 24.00%

Таким чином, площа гміни становить 3.38% площі повіту.

## Населення
Станом на 2016 рік, населення ґміни налічувало 4 078 осіб. 
| 2004   | 2006   | 2011   | 2016   |
| ------ | ------ | ------ | ------ |
| → 3611 | ↗ 3683 | ↗ 3959 | ↗ 4078 |

Розподіл населення за статтю та місцем проживання, станом на 31 грудня 2011:
| Опис     | Загалом | Загалом | Чоловіки | Чоловіки | Жінки | Жінки |
| -------- | ------- | ------- | -------- | -------- | ----- | ----- |
| одиниця  | осіб    | %       | осіб     | %        | осіб  | %     |
| все      | 3959    | 100     | 1994     | 50.37    | 1965  | 49.63 |
| міське   | 0       | 100     | 0        |          | 0     |       |
| сільське | 3959    | 100     | 1994     | 50.37    | 1965  | 49.63 |

## Сусідні гміни
Гміна Єйковіце межує з такими гмінами: Гашовіце, Ридултови.